# روبرت هاجر
روبرت هاجر (بالألمانية: Robert Heger)‏ (و. 1886 – 1978 م) هو موزع، وملحن، وأستاذ جامعي ألماني، ولد في ستراسبورغ، كان عضوًا في الحزب النازي، توفي في ميونخ، عن عمر يناهز 92 عاماً.

## التعليم
تعلم في Conservatoire de Strasbourg ‏
.

## جوائز
حصل على جوائز منها:
- وسام الاستحقاق البافاري
- المواطن الفخري لمدينة ميونخ ‏
- وسام صليب القائد من رتبة استحقاق من جمهورية ألمانيا الاتحادية

## روابط خارجية
- روبرت هاجر على موقع مونزينجر (الألمانية)
- روبرت هاجر على موقع ميوزك برينز (الإنجليزية)
- روبرت هاجر على موقع أول ميوزيك (الإنجليزية)
- روبرت هاجر على موقع ديسكوغز (الإنجليزية)